# Совка панонська
Со́вка пано́нська (Eublemma panonica) — вид лускокрилих комах з родини еребід (Erebidae).

## Поширення
Вид поширений у Центральній та Східній Європі (Німеччина, Угорщина, Україна, Греція), Туреччині, Закавказзі та Середній Азії.

## Опис
Розмах крил 19—23 мм.

## Спосіб життя
Імаго літають з червня по вересень. Личинки живляться листям Gnaphalium і Helichrysum.